# Suzuki Vitara (1988)
 For alternative betydninger, se Suzuki Vitara. (Se også artikler, som begynder med Suzuki Vitara)
Suzuki Vitara var en offroader fra den japanske bil-, motorcykel- og marinefabrikant Suzuki. Bilen kom på markedet i marts 1988 og blev sideløbende med forgængeren Samurai solgt som tredørs med kort akselafstand som enten cabriolet eller med ståltag og med 1,6-liters firecylindret benzinmotor med 59 kW (80 hk).
I 1991 blev modellen suppleret med en femdørs version med 28 cm længere akselafstand, som også blev betegnet Vitara Long. Tredørsmodellen fik fra 1995 femdørsmodellens 16V-benzinmotor med 71 kW (97 hk).
Fra 1995 kunne femdørsmodellen også fås med en 2,0-liters V6-benzinmotor med 100 kW (136 hk). Denne model havde to airbags som sikkerhedsudstyr.
I 1996 supplerede Suzuki den benzindrevne femdørsmodel med en 2,0-liters turbodiesel med 52 kW (71 hk), som i første omgang kun fandtes med automatgear. Samme år fik også tredørsmodellen frontairbags.
Turbodieselmotoren fik i 1997 ladeluftkøler, hvorved effekten steg til 64 kW (87 hk) og motoren nu også kunne fås med manuel gearkasse. Tredørsmodellen kunne nu også fås med en 2,0-liters firecylindret benzinmotor med 97 kW (132 hk).
I marts 1998 blev Vitara på det europæiske marked afløst af Grand Vitara, hvor den hidtidige Vitara fremover kun blev fremstillet i Spanien. I øjeblikket fremstilles Vitara under varemærket Chevrolet. Eneste tilbageværende fabrikant er det ecuadorianske AYMESA.